# Ctenus siankaan
Ctenus siankaan är en spindelart som beskrevs av Alayón 2002. Ctenus siankaan ingår i släktet Ctenus och familjen Ctenidae. Inga underarter finns listade i Catalogue of Life.